# TiungSAT-1
TiungSAT-1 (von malaiisch für Hirtenmaina, auch MySat 1, OSCAR 46, MO-46) ist ein malaysischer Erdbeobachtungs- und Amateurfunksatellit für Packet Radio.

## Mission, Aufbau und Nutzlast
Es handelt sich um den ersten malaysischen Satelliten überhaupt. Der Satellit wurde am 26. September 2000 mit einer Dnepr-Rakete zusammen mit den vier Satelliten Megsat 1, UniSat-1, Saudisat 1A und  Saudisat 1B vom Weltraumbahnhof Baikonur gestartet. Nach dem erfolgreichen Start erhielt der Flugkörper die OSCAR-Nummer 46 zugewiesen. Gebaut wurde TiungSAT-1 von Surrey Satellite Technology. Der Satellit ist mit zwei Kameras, einem Strahlungsdetektor und einem Bulletin Board ausgerüstet, das Internetverkehr im Teilstreckenverfahren ermöglichte. Der Uplink ist im 2-Meter-Band und der Downlink im 70-Zentimeter-Band. Seine COSPAR-Bezeichnung ist 2000-057D.